# New York Airways
New York Airways byly americké aerolinky založené roku 1949. Vedení měly na newyorském letišti LaGuardia. Začínaly přepravou nákladu a pošty, což brzy rozšířily i o přepravu osob. Od roku 1953 vrtulníky zajišťovaly rychlé spojení mezi letišti v Newyorské metropolitní oblasti, přičemž zastavovaly i nadalších místech v New Yorku. Do problémů se aerolinky dostaly ve druhé polovině sedmdesátých let. Především to byly havárie vrtulníků v letech 1977 a 1979, které poškodily její pověst. Problémy společnosti roku 1979 zhoršil druhý ropný šok, takže ukončila činnost a její vrtulníky převzala společnost Columbia Helicopters z Aurory ve státě Oregon.

## Historie

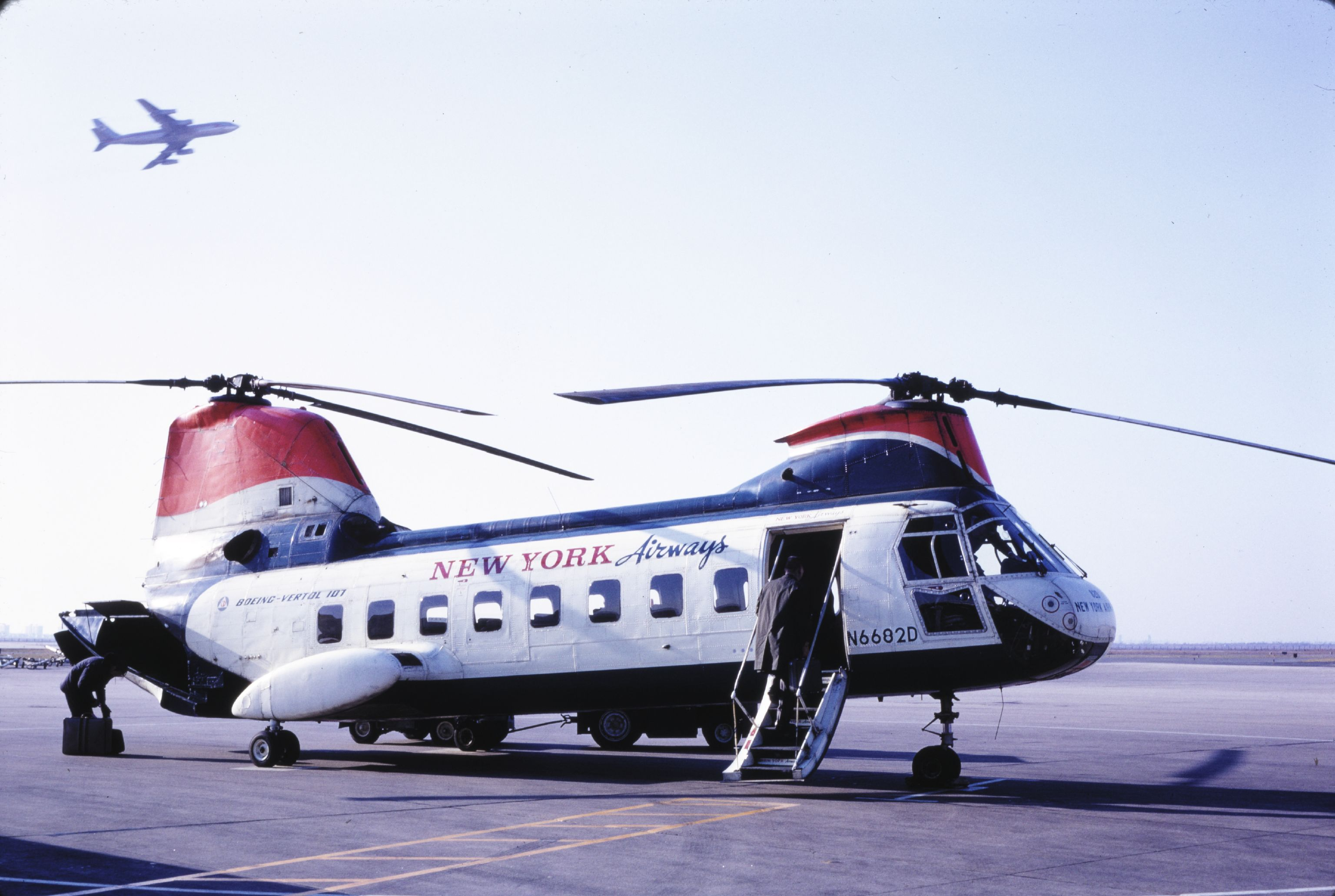
Boeing BV 107-II (N6682D)

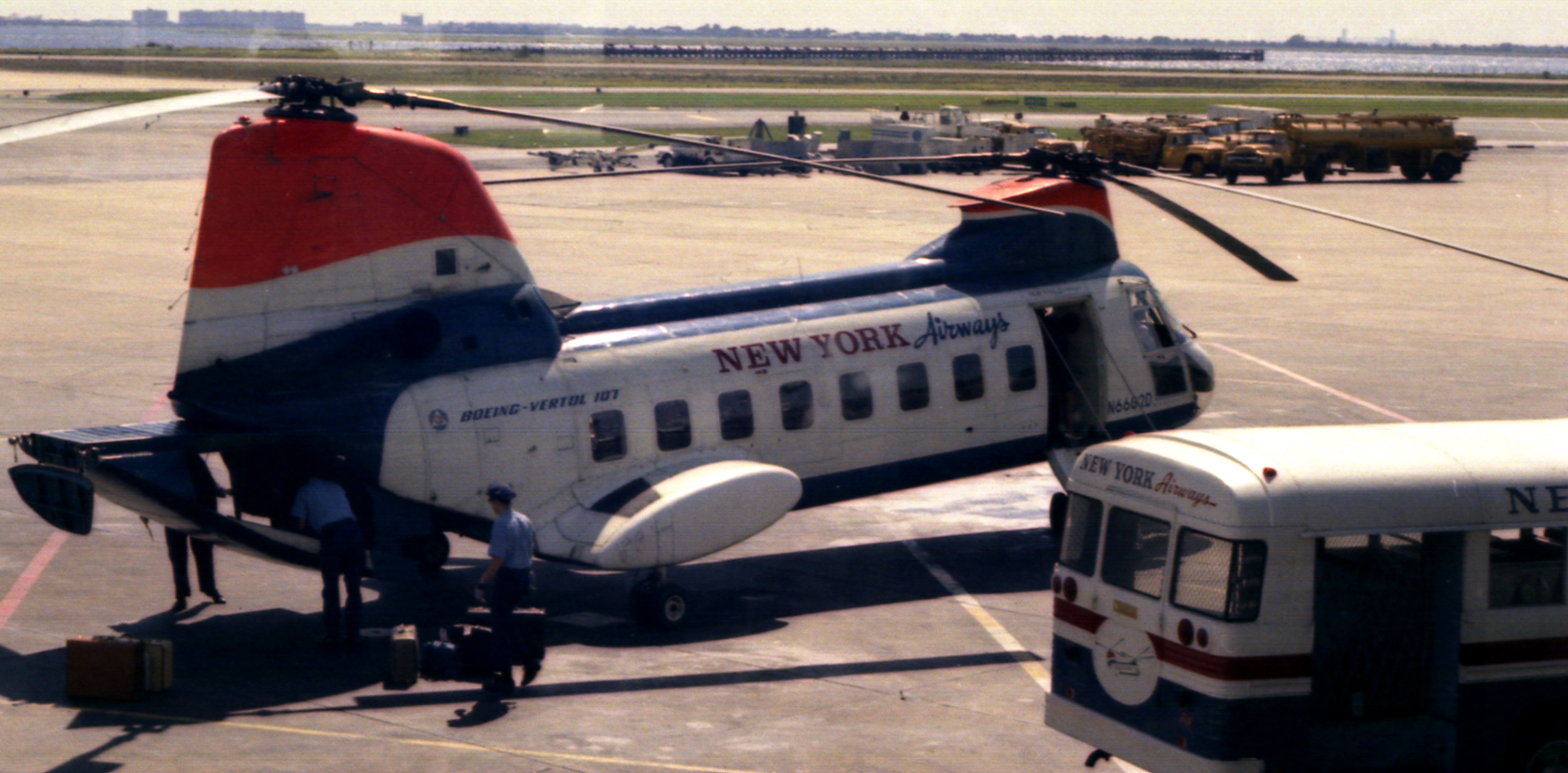
Boeing BV 107-II (N6682D) na letišti Johna F. Kennedyho

Společnost New York Airways byla založena roku 1949. Roku 1951 získala povolení pro zahájení provozu mezi letišti La Guardia, Idlewild (pozdější JFK) a Newark. Neprve přepravovala náklad a poštu, což brzy rozšířily i o přepravu osob.
Dne 8. července 1957 aerolinky zahájily přepravu pasažérů a pošty na čistě vrtulníkové lince spojující letiště La Guardia, Idlewild (pozdější JFK) a Newark. Na počátku to bylo šestnáct letů za den, které startovaly v devadesátiminutových intervalech. Zajišťovaly je stroje Sikorsky S-55 s kapacitou až osm cestujících. O lety New York Airways rostl zájem zejména díky přijatelným cenám, velké rychlosti (z letiště Idlewild k budově Pan Am za sedm minut) a výhledům na ikonická místa New Yorku (např. Manhattan a Socha Svobody). Frekvence spojů byla zkrácena na třicet minut, byla přidána další okružní linka i nové zastávky v centru města, jako byly heliporty u East River a na střeše budovy Pan Am Building. Za první rok společnost přepravila 8758 cestujících, ale za desátý rok to bylo již 250 000 cestujících.
Roku 1956 společnost nasadila nové vrtulníky Sikorsky S-58 s kapacitou až dvanáct cestujících a od roku 1958 dvourotorové vrtulníky Vertol V-44 pro dvacet cestujících. Roku 1960 New York Airways objednaly vrtulníky Boeing Vertol BV 107-II až pro 25 cestujících. Na linky je nasadily roku 1962. Nejmodernějším typem vrtulníku společnosti byl Sikorsky S-61, který pojmul také až 25 cestujících.

## Nehoda letu 971
Dne 16. května 1967 v 17:33 se vrtulník Sikorsky S-61L-II (registrace N619PA) letu 971 z letiště JFK převrátil na pravý bok po přistání na střeše budovy Pan Am Building v New Yorku. Do okolí se rozletěly úlomky rotorů, které zabily čtyři čekající cestující a jednoho chodce za mezi na chodníku. Celkem si nehoda vyžádala pět mrtvých, dva těžce a třicet lehce zraněných. Jako hlavní příčina nehody byla určena únava materiálu pravé horní vzpěry ze sestavy vzpěr předního pravého podvozku. Střešní heliport Pan Am Building byl po nehodě uzavřen.

## Nehoda letu 972

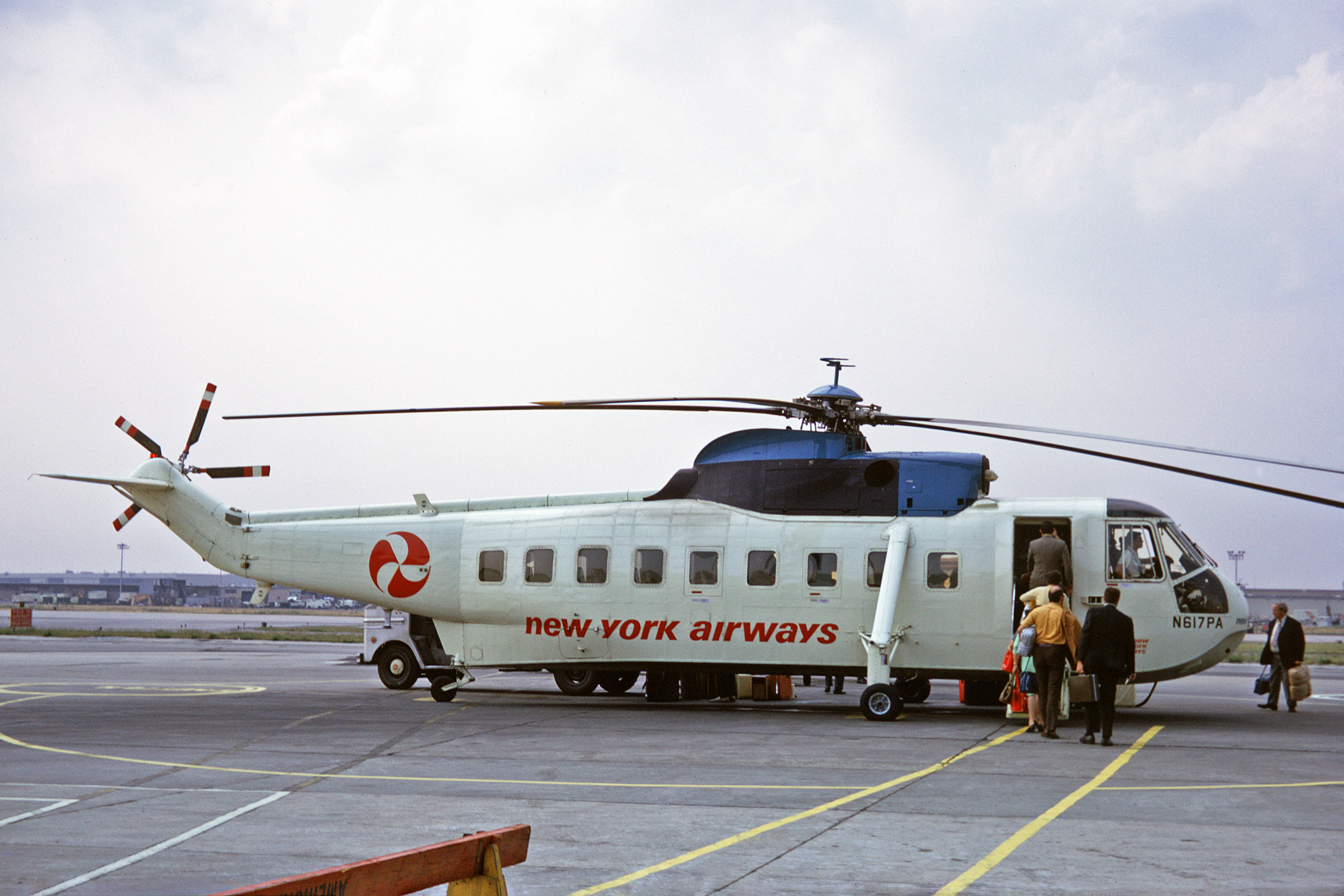
Sikorsky S-61 (N617PA)

K další smrtelné nehodě vrtulníku New York Airways došlo v dubnu 1979. Vrtulníku S-61L-II (registrace N618PA) letu 972 s osmnácti lidmi na palubě se krátce po startu z mezinárodního letiště Newark ulomil jeden z listů vyrovnávacího rotoru. Posádka se pokusila o nouzové přistání, ale ve výšce 45 metrů přestala fungovat převodovka a vrtulník stal neovladatelným. Při nehodě tři lidé zahynuli, deset cestujících a tři členové posádky byli vážně zraněni. K vážnosti zranění cestujících přispělo selhání sedadel a chybějící pokyny pro polohu výztuhy pro cestující při nouzovém přistání. Nehodu způsobila únava materiálu.

## Ukončení činnosti
V květnu 1979 pak New York Airways zbankrotovaly.